# Raritan (Volk)
Unter dem Namen Raritan wurden zwei gänzlich unterschiedliche Völker erfasst. Prägend hierfür waren die Siedlungsstellen im Gebiet auf dem Festland westlich der Insel Staten Island und rund um die heutige Raritan Bay südlich dieser Insel und dem dort prägenden Raritan River.
- Die erste Gruppe, die dort von den Niederländern ab 1609 angetroffen wurde, waren die Sanhican, ein Unterstamm der Delawaren. Ab den 1640er Jahren wichen sie dem Druck durch die niederländischen Siedler und anderen Indianerstämmen nach Westen aus.
- Die zweite Gruppe waren die Wecquaesgeek, ein Unterstamm der Wappinger. Diese drangen 1649 in dieses Gebiet vor und erhielten dadurch bei den Kolonisatoren auch wiederum den Namen Raritan.

Mit der Ankunft der Niederländer und später der Engländer im 17. Jahrhundert veränderte sich das Leben der Raritan dramatisch. Es kam zu Konflikten, insbesondere wegen Landstreitigkeiten und Übergriffen beider Seiten. Ein bekanntes Ereignis ist die Auseinandersetzung zwischen dem niederländischen Kolonisten Cornelis van Tienhoven und den Wecquaesgeeks, die in Gewalt und Vergeltungsaktionen mündete und Teil des sogenannten Kieft’s War wurde.

## Name
Raritan (aber auch die Schreibweisen Roaton, Raritanghe und Raritanoos sind zu finden) ist die niederländische Verballhornung von wawitan oder rarachons, in der Bedeutung „sich gabelnder Fluss“ oder „Stromüberläufe“.